# Роберт Ланг (футболіст)
Роберт Ланг (нім. Robert Lang; 26 жовтня 1886 — 14 листопада 1941) — австрійський футболіст і тренер.

## Кар'єра гравця
Як гравець він грав за «Вієнна Крікет» між 1902 і 1909. Представляючи клуб, грав за збірну команду Відня проти збірної Лейпцига в 1903 році та збірної Берліна в 1905, 1906 і 1907 роках. Також грав у 1921 році за югославську команду «Югославія».

## Кар'єра тренера
Тренував «Зіммерінгер» у сезонах 1924–25, 1925–26 і 1926–27, «Ваккер» у сезоні 1927–28,. Став тренером клубу «Аустрія» (Відень)  в сезоні 1928–29. Згідно з даними австрійського сайту austriasoccer.at з 1930 по 1938 рік Ланг був одним з тренерів команди разом з Карлом Курцом (1929—1931), Рудольфом Зайдлем (1931—1932), Йозефом Блумом (1932—1935), Єне Конрадом (1935—1936), Вальтером Наушем (1936—1937) і Маттіасом Сінделаром (1937—1938). Які конкретно функції виконував Ланг у команді до кінця не зрозуміло, але можна говорити і про його вклад в успіхи команди того часу, а саме: три перемоги в Кубку Австрії (1933, 1935 і 1936) і дві перемоги в Кубку Мітропи (1933 і 1936).
У сезоні 1938—1939 років тренував швейцарський «Люцерн».. А в сезоні 1939—1940 працював з югославським клубом «Югославія». Також тренував швейцарський клуб «Ноймюнстер Цюрих».
Також Ланг був одним з помічників тренера збірної Австрії Гуго Майсла в товариських матчах протягом 1926—1928 років. Заміняв Майсла в окремих матчах, зокрема, в 1926 році проти Чехословаччини, а потім в іграх 1928 року проти Чехословаччини та Югославії .